# Bandicota savilei
Bandicota savilei is een knaagdier uit het geslacht Bandicota dat voorkomt van Midden-Myanmar tot Thailand en Vietnam. Het is een vrij kleine soort. Hoewel oudere classificaties deze soort in B. indica plaatsten, is later het inzicht gerijpt dat het een aparte, kleinere soort is.
B. savilei is over het algemeen groter dan B. bengalensis, maar veel kleiner dan B. indica. De vacht is zacht. De rug is bruin tot bruingrijs. De buik is lichtgrijs. De staart is korter dan de kop-romp en bruin tot grijsbruin van kleur. De voeten zijn bruin of bruingrijs. Vrouwtjes hebben een pectoraal, twee postaxillariële, een abdominaal en twee inguïnale paren mammae.
De kop-romplengte bedraagt 145 tot 240 mm, de staartlengte 75 tot 230 mm, de achtervoetlengte 33 tot 44 mm en de oorlengte 20 tot 30 mm. Exemplaren uit Myanmar zijn over het algemeen groter dan die uit Thailand.
Deze soort heeft de volgende synoniemen:
- Bandicota savilei curtata Thomas, 1929
- Bandicota bengalensis hichensis Dao, 1961
- Bandicota bangchakensis Boonsong & Felten, 1989
- Bandicota bengalensis giaraiensis Dao & Cao, 1990